# حافلة مقطورة

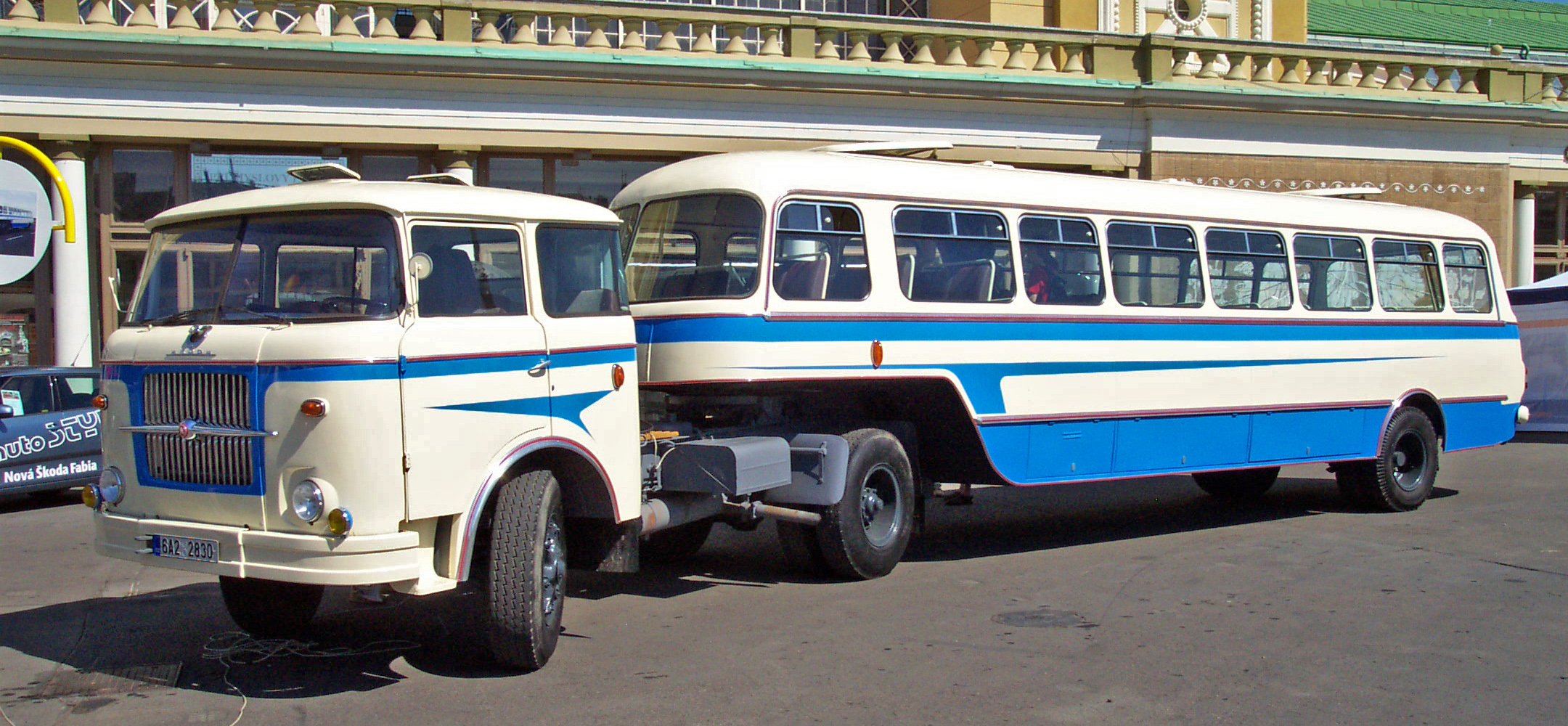
حافلة مقطورة

السيارة المفصلية أو الحافلة المقطورة هي مركبة مقطورة مصممة خصيصًا لنقل الركاب (الحافلة).